# Problemi di privacy di Google
Per quanto riguarda i problemi di privacy con la società tecnologica Google LLC, la modifica della privacy di Google (1 marzo 2012) consente all'azienda di condividere i dati tra un'ampia varietà di servizi. Questi servizi incorporati includono milioni di siti web di terze parti che utilizzano Adsense e Analytics. La politica è stata ampiamente criticata per la creazione di un ambiente che scoraggia l'innovazione di Internet rendendo gli utenti di Internet più diffidenti nei confronti di ciò che mettono online.
Intorno al dicembre 2009, dopo che furono sollevati dubbi sulla privacy, l'amministratore delegato di Google, Eric Schmidt, dichiarò: "Se hai qualcosa che non vuoi far sapere a nessuno, forse non dovresti farlo in primo luogo. Sulla privacy, la realtà è che i motori di ricerca, incluso Google, conservano queste informazioni per un po' di tempo ed è importante, ad esempio, che siamo tutti soggetti negli Stati Uniti al Patriot Act ed è possibile che tutte queste informazioni possano essere messe a disposizione delle autorità."
Privacy International sollevò preoccupazioni in merito ai pericoli e alle implicazioni per la privacy di avere un data warehouse di milioni di ricerche su Internet in una posizione centrale e ampiamente diffusa, e come sotto la controversa legge statunitense esistente, Google può essere costretta a consegnare tutte queste informazioni al governo statunitense. Nella sua relazione di consultazione del 2007, Privacy International ha classificato Google come "ostile alla privacy", la sua valutazione più bassa sul suo rapporto, rendendo Google l'unica azienda nella lista a ricevere tale classifica.
Alla conferenza Techonomy del 2010, Eric Schmidt predisse che "la vera trasparenza e l'assenza di anonimato" fosse la via da seguire per Internet: "In un mondo di minacce asincrone è troppo pericoloso non esserci un modo per identificarti. Abbiamo bisogno di un servizio di nomi [verificati] per le persone, i governi lo chiederanno". Disse anche: "Se guardo abbastanza dei tuoi messaggi e della tua posizione, e usi l'intelligenza artificiale, possiamo prevedere dove andrai. Mostraci 14 foto di te stesso e possiamo identificare chi sei; non hai 14 foto di te stesso su internet? Hai le foto di Facebook!".
Nell'estate del 2016, Google ritirò il divieto delle informazioni personali identificabili nel proprio servizio di annunci DoubleClick. La politica sulla privacy di Google venne modificata per dichiarare che "potrebbe" combinare i record di navigazione web ottenuti tramite DoubleClick con ciò che l'azienda impara dall'uso di altri servizi Google. Mentre i nuovi utenti optano automaticamente per l'accesso, agli utenti esistenti è stato chiesto se volessero partecipare, e rimane la possibilità di rifiutare andando ai "Controlli di attività" nella pagina "Il mio account" di un account Google. ProPublica afferma che "Il risultato pratico del cambiamento è che gli annunci DoubleClick che seguono le persone sul web possono ora essere personalizzati per loro in base al tuo nome e altre informazioni che Google conosce su di te. Ciò significa anche che Google potrebbe ora, se volesse, costruire un ritratto completo di un utente per nome, basandosi su tutto ciò che scrivono in email, su ogni sito web che visitano e sulle ricerche che conducono." Google contattò ProPublica per correggere il fatto che "attualmente" non usa le parole chiave di Gmail per indirizzare gli annunci web.
Shona Ghosh, giornalista di Business Insider, notò che un crescente movimento di resistenza digitale contro Google, noto come DeGoogle, fosse cresciuto. Un importante centro per i critici di Google al fine di astenersi dall'utilizzare prodotti Google è la pagina Reddit subreddit/r/degoogle.
Google decise di concludere la personalizzazione degli annunci Gmail, dato che secondo loro non fosse un cambiamento sostanziale.
Google decise di non utilizzare il riconoscimento facciale nel dispositivo Google Glass. La scelta di non includere è quella di evitare di mettere in discussione la privacy.

## Potenziale per la divulgazione dei dati

### Perdite di dati
Il 10 marzo 2009, Google riferì che un bug in Documenti Google aveva consentito l'accesso involontario ad alcuni documenti privati. Si riteneva che lo 0,05% di tutti i documenti archiviati tramite il servizio fossero interessati dal bug. Google dichiarò successivamente che il bug era stato corretto.

### Cookie
Google inserisce uno o più cookie sul computer di ciascun utente, che vengono utilizzati per tracciare la navigazione web di una persona su un numero elevato di siti web non collegati e tracciare la cronologia delle ricerche. Se si è connessi a un servizio Google, Google utilizza anche i cookie per registrare quale account Google accede a ciascun sito web e ad effettuare ciascuna ricerca. Originariamente il cookie non scade fino al 2038 (data non cansuale - Bug dell'anno 2038 -), sebbene possa essere cancellato manualmente dall'utente o rifiutato impostando una preferenza del browser. A partire dal 2007, il cookie di Google scadeva in due anni, ma si rinnovava ogni volta che venisse utilizzato un servizio di Google. Nel 2011, Google dichiarò di anonimizzare i dati dell'indirizzo IP che raccoglie, dopo nove mesi, e l'associazione tra cookie e accessi web dopo 18 mesi. A partire dal 2016, la politica sulla privacy di Google non promette nulla se e quando i suoi record sulla tua navigazione o ricerca web vengono cancellati dai suoi record.
Il gruppo non profit Public Information Research lanciò Google Watch, un sito web pubblicizzato come "uno sguardo al monopolio di Google, agli algoritmi e ai problemi di privacy." Il sito sollevò domande relative all'archiviazione di cookie di Google, che nel 2007 aveva una durata di oltre 32 anni e includeva un ID univoco che consentiva la creazione di un registro dati utente. Google criticò con la sua versione di Google Buzz, la versione di social networking di Google, in cui gli utenti di Gmail hanno reso automaticamente pubbliche le loro liste di contatti a meno che non abbiano scelto di non farlo.
Google condivide queste informazioni con le forze dell'ordine e altri enti governativi dopo aver ricevuto una richiesta. La maggior parte di queste richieste non comporta la revisione o l'approvazione di alcun tribunale o giudice.

### Tracciamento
Google è sospettata di raccogliere e aggregare dati sugli utenti di Internet attraverso i vari strumenti che fornisce agli sviluppatori, come Google Analytics, Google Fonts e le API di Google. Ciò potrebbe consentire a Google di determinare il percorso di un utente attraverso Internet monitorando l'indirizzo IP utilizzato attraverso siti successivi (monitoraggio di più domini). Collegato ad altre informazioni rese disponibili tramite le API di Google, che sono ampiamente utilizzate, Google potrebbe essere in grado di fornire un profilo utente web abbastanza completo collegato a un indirizzo IP o utente. Questo tipo di dati è inestimabile per le agenzie di marketing e per Google stesso, poiché aumenta l'efficienza delle proprie attività di marketing e pubblicità.
Google incoraggia gli sviluppatori a utilizzare i loro strumenti e a comunicare gli indirizzi IP dell'utente finale a Google: "Gli sviluppatori sono anche incoraggiati a utilizzare il parametro userip per fornire l'indirizzo IP dell'utente finale per conto del quale si sta facendo la richiesta dell'API. Ciò consentirà di distinguere questo traffico lato server legittimo dal traffico che non proviene da un utente finale."
Google ha molti siti e servizi che rendono difficile tracciare dove le informazioni potrebbero essere visualizzate online.

### Gmail
Steve Ballmer, Liz Figueroa, Mark Rasch, e gli editori di Google Watch ritengono che l'elaborazione del contenuto dei messaggi di posta elettronica dal servizio Gmail di Google vada oltre l'uso corretto.
Google LLC afferma che la posta inviata da o verso Gmail non viene mai letta da un essere umano diverso dal titolare dell'account e il contenuto letto dai computer viene utilizzato solo per migliorare la pertinenza degli annunci pubblicitari e bloccare le e-mail di spam. Le politiche sulla privacy di altri noti servizi di posta elettronica, come Outlook.com e Yahoo, consentono di raccogliere e utilizzare le informazioni personali degli utenti a scopi pubblicitari.
Nel 2004, trentuno organizzazioni per la privacy e le libertà civili scrissero una lettera invitando Google a sospendere il suo servizio Gmail fino a quando le questioni relative alla privacy non fossero adeguatamente trattate. La lettera invitò Google a chiarire le sue politiche di informazione scritta riguardanti la conservazione dei dati e la condivisione dei dati tra le sue unità operative. Le organizzazioni espressero le loro preoccupazioni sul piano di Google di eseguire la scansione del testo di tutti i messaggi in arrivo ai fini del posizionamento degli annunci, osservando che la scansione di e-mail riservata per l'inserimento di contenuti pubblicitari di terze parti viola la fiducia implicita di un provider di servizi di posta elettronica.
Nel 2013 Microsoft lanciò una campagna pubblicitaria per attaccare Google per la scansione dei messaggi di posta elettronica, sostenendo che la maggior parte dei consumatori non è a conoscenza del fatto che Google monitora i propri messaggi personali per pubblicare annunci mirati. Microsoft afferma che il suo servizio di posta elettronica Outlook non esegue la scansione del contenuto dei messaggi e un portavoce di Microsoft definì il problema della privacy "kryptonite di Google." Altre preoccupazioni includono il periodo illimitato per la conservazione dei dati consentito dalle norme di Google e il potenziale per usi secondari indesiderati delle informazioni raccolte e archiviate da Gmail.
Un fascicolo giudiziario scoperto dal gruppo di difesa Consumer Watchdog nell'agosto 2013 rivelò che Google dichiarò in un processo giudiziario che non esiste alcuna "ragionevole aspettativa" tra gli utenti di Gmail in merito alla confidenzialità garantita delle loro e-mail. Secondo il British Newspaper, The Guardian, "il deposito del tribunale di Google si riferiva agli utenti di altri provider di posta elettronica che inviavano email agli utenti Gmail e non agli utenti di Gmail". In risposta a una causa intentata nel maggio 2013, Google spiegò:
Un portavoce di Google dichiarò ai media il 15 agosto 2013 che la società prendesse molto seriamente le preoccupazioni relative alla privacy e alla sicurezza degli utenti di Gmail."
Un giudice federale rifiutò di sciogliere una causa intentata da utenti di Gmail che si sono opposti all'utilizzo dell'analisi del contenuto del messenger vendendo prodotti di scarto.

### Legami CIA e NSA
Nel febbraio 2010, Google avrebbe lavorato a un accordo con la National Security Agency (NSA) per indagare sui recenti attacchi contro la sua rete. L'accordo non diede alla NSA l'accesso ai dati di Google sulle ricerche degli utenti, sulle comunicazioni e su gli account di posta elettronica, inoltre Google non condivideva i dati proprietari con l'agenzia, la privacy e i difensori dei diritti civili.
Nell'ottobre 2004, Google acquisì Keyhole, una società di cartografia 3D. Nel febbraio 2004, prima dell'acquisizione da parte di Google, Keyhole ricevette un investimento da In-Q-Tel, la divisione finanziaria della CIA. E a luglio 2010 è stato riferito che le armi di investimento sia della CIA (In-Q-Tel) che di Google (Google Ventures) stavano investendo in Recorded Future, una società specializzata in analisi predittiva, monitorando il web in tempo reale e usando quelle informazioni per prevedere il futuro. E, mentre le società private utilizzavano sistemi simili dagli anni '90, il coinvolgimento di Google e della CIA con i loro grandi archivi di dati sollevò problemi di privacy.
Nel 2011, un giudice del tribunale distrettuale federale negli Stati Uniti respinse una richiesta del Freedom of Information Act, presentata dal Centro informazioni sulla privacy elettronica. Nel maggio 2012, una Corte d'appello confermò la sentenza. La richiesta tentò di divulgare i record NSA relativi all'attacco informatico del 2010 sugli utenti di Google in Cina. L'NSA affermò che rivelare tali informazioni renderebbe vulnerabili agli attacchi i sistemi di informazione del governo degli Stati Uniti. L'NSA rifiutò di confermare o negare l'esistenza degli archivi o l'esistenza di qualsiasi rapporto tra l'NSA e Google.
Documenti NSA trapelati ottenuti dal Guardian e dal Washington Post nel giugno 2013 includeva Google nell'elenco delle società che collaborano con il programma di sorveglianza PRISM della NSA, che autorizza il governo ad accedere segretamente a dati di cittadini non statunitensi ospitati da compagnie americane senza un mandato. Dopo la fuga, i funzionari governativi hanno riconosciuto l'esistenza del programma. Secondo i documenti trapelati, la NSA ha accesso diretto ai server di tali società e la quantità di dati raccolti attraverso il programma è cresciuta rapidamente negli anni precedenti alla perdita. Google negò l'esistenza di qualsiasi "backdoor governativa".

### Richieste del governo
Google è stato criticato sia per aver divulgato troppe informazioni ai governi troppo rapidamente sia per non aver rivelato informazioni che i governi hanno bisogno per applicare le loro leggi. Nell'aprile 2010, Google, per la prima volta, pubblicò dettagli su quanto spesso i Paesi di tutto il mondo chiedono di consegnare i dati degli utenti o di censurare le informazioni. Gli strumenti online rendono disponibili i dati aggiornati a tutti.
Tra luglio e dicembre 2009, il Brasile era in cima alla lista delle richieste di dati degli utenti con 3.663 richieste, mentre gli Stati Uniti raggiunsero 3.580, il Regno Unito 1.166 e l'India 1.061. Anche il Brasile fece il maggior numero di richieste di rimozione dei contenuti con 291, seguita dalla Germania con 188, l'India con 142 e gli Stati Uniti con 123. Google, che smise di offrire servizi di ricerca in Cina un mese prima della pubblicazione dei dati, disse che potrebbe non pubblicare informazioni su richieste del governo cinese perché tali informazioni sono considerate come un segreto di stato.
Il capo legale di Google dichiarò: "La stragrande maggioranza di queste richieste è valida e le informazioni necessarie sono per indagini penali legittime o per la rimozione di materiale pedopornografico".
Il 20 marzo 2019 la Corte Suprema degli Stati Uniti mise a rischio un accordo di 8,5 milioni che Google costituì per risolvere una causa con le pretese di invadere la loro privacy.

### Google Chrome
Nel 2008, Consumer Watchdog produsse un video che mostrava come Google Chrome registra ciò che un utente digita nel campo dell'indirizzo web e inviasse tali informazioni ai server di Google per popolare i suggerimenti di ricerca. Il video include discussioni riguardanti le potenziali implicazioni sulla privacy di questa funzione.

### Modalità di navigazione in incognito
Google Chrome include una funzionalità di navigazione privata denominata "modalità di navigazione in incognito" che impedisce al browser di memorizzare in modo permanente le informazioni di navigazione o di download o i cookie. L'utilizzo della modalità di navigazione in incognito impedisce il tracciamento da parte del browser. Tuttavia, i singoli siti Web visitati possono ancora tracciare e memorizzare informazioni sulle visite. In particolare, qualsiasi ricerca eseguita mentre è stato firmato un account Google verrà salvata come parte della cronologia web dell'account. Inoltre, altri programmi come quelli utilizzati per lo streaming di file multimediali, richiamati da Chrome, potrebbero comunque registrare informazioni sulla cronologia, anche quando viene utilizzata la modalità di navigazione in incognito. Inoltre, una limitazione della piattaforma iOS 7 di Apple consente a alcune informazioni provenienti dalle finestre del browser in incognito di filtrare alle normali finestre del browser Chrome. Vi sono preoccupazioni sul fatto che queste limitazioni possano aver portato gli utenti di Chrome a credere che la modalità di navigazione in incognito offra più protezione della privacy di quanto non sia in realtà.

## Street View
Il servizio di mappe online di Google, "Street View", è stato accusato di fotografare e guardare troppo lontano nelle case private delle persone e/o troppo vicino alle persone per strada quando non sanno di essere fotografate.

## Raccolta di informazioni sulle reti WiFi
Durante il 2006-10, le macchine fotografiche di Google Streetview hanno raccolto circa 600 gigabyte di dati da utenti di reti Wi-Fi pubbliche e private non criptate in più di 30 paesi. Nessuna informativa o informativa sulla privacy è stata data alle persone interessate, né ai proprietari delle stazioni Wi-Fi.
Google si scusò e dichiarò di essere "acutamente consapevole del fatto che qui abbiamo fallito miseramente" in termini di protezione della privacy, che non erano a conoscenza del problema fino a quando non è stata ricevuta un'indagine da parte dei regolatori tedeschi, che i dati privati sono stati raccolti inavvertitamente e che nessuno dei dati privati è stato utilizzato nel motore di ricerca di Google o in altri servizi. Un rappresentante del Consumer Watchdog rispose: "Ancora una volta, Google dimostrò una mancanza di preoccupazione per la privacy: i suoi ingegneri informatici sono impazziti, spingono la busta e raccolgono tutti i dati possibili finché le loro dita non sono intrappolate nel barattolo dei biscotti". In un segno che potrebbero derivare sanzioni legali, Google disse che non distruggerà i dati fino a quando non sarà consentito dalle autorità di regolamentazione.
La raccolta di dati di Streetview spinse diverse cause negli Stati Uniti. I semi sono stati riuniti in un caso davanti a un tribunale federale della California. La proposta di Google di archiviare il caso, affermando che le comunicazioni Wi-Fi catturate erano "prontamente accessibili al pubblico" e quindi non una violazione delle leggi sulle intercettazioni federali, è stato respinto nel giugno 2011 dalla Corte distrettuale degli Stati Uniti per il Distretto settentrionale di California e in appello nel settembre 2013 dalla Corte d'appello degli Stati Uniti per il Nono Circuito. La sentenza è vista come una grave battuta d'arresto legale per Google e consente al caso di tornare in tribunale per il processo.
Al momento Google non raccoglie più dati WiFi tramite streetview e attualmente utilizza il sistema di posizionamento Wi-Fi del dispositivo Android; tuttavia hanno suggerito la creazione di un approccio unificato per la scelta di optare per la partecipazione ai sistemi di posizionamento basati su Wi-Fi, suggerendo l'uso della parola "nomap" aggiunta al SSID di un punto di accesso wireless per escluderlo dal database WPS di Google.

## Google Buzz
Il 9 febbraio 2010, Google lanciò Google Buzz, il servizio di microblogging di Google. Chiunque avesse un account Gmail è stato automaticamente aggiunto come contatto ai contatti Gmail preesistenti e ha dovuto rinunciare se non desiderava partecipare.
Il lancio di Google Buzz come social network di "opt-out" attirò immediatamente critiche per aver violato la privacy degli utenti perché consentiva automaticamente ai contatti degli utenti di Gmail di visualizzare i loro altri contatti. Nel 2011, la Federal Trade Commission degli Stati Uniti ha avviato un procedimento della Commissione nei confronti di Google LLC, affermando che alcune informazioni personali degli utenti di Gmail erano condivise senza il permesso dei consumatori attraverso il social network di Google Buzz.

## Nomi reali, Google+, e Nymwars
Google Plus (G+) è stato lanciato a fine giugno 2011. Il nuovo servizio guadagnò 20 milioni di membri in poche settimane. Al momento del lancio, il contenuto dell'utente e la politica di condotta del sito hanno dichiarato: "Per aiutare a combattere lo spam e prevenire i profili falsi, usa il nome che i tuoi amici, familiari o colleghi di solito chiamano." A partire da luglio 2011, Google ha iniziato a far rispettare questa politica sospendendo gli account di coloro che utilizzavano pseudonimi. A partire da agosto 2011, Google ha concesso un periodo di prova di quattro giorni prima di applicare la politica del nome reale e di sospendere gli account. I quattro giorni consentivano ai membri di cambiare il nome della penna con il loro vero nome. La politica si estende ai nuovi account per tutti i servizi Google, inclusi Gmail e YouTube, anche se gli account esistenti prima della nuova politica non devono essere aggiornati. Alla fine di gennaio 2012 Google ha iniziato a consentire ai membri di utilizzare nickname, nomi da nubile e altri nomi "consolidati" oltre ai loro nomi comuni o reali.
Secondo Google, la politica del nome reale rende Google più simile al mondo reale. Le persone possono ritrovarsi più facilmente, come una rubrica telefonica. La politica del nome reale protegge i bambini e i giovani dal cyberbullismo, poiché questi bulli si nascondono dietro nomi di penna. C'è un uso considerevole dei motori di ricerca per la ricerca di persone
Un certo numero di commentatori di alto profilo criticò pubblicamente le politiche di Google, inclusi i tecnologi Jamie Zawinski, Kevin Marks, e Robert Scoble e organizzazioni come la Electronic Frontier Foundation.
Le critiche sono state ad ampio raggio, per esempio:
- La politica non è come il mondo reale, perché i nomi reali e le informazioni personali non sono noti a tutti nel mondo off-line.
- La politica non riconosce la cultura e le convenzioni di lunga data di Internet.[77]
- L'uso di nomi reali online può svantaggiare o mettere in pericolo alcune persone, come vittime di violenze o molestie. La politica impedisce agli utenti di proteggersi nascondendo la propria identità. Ad esempio, una persona che segnala una violazione o un crimine di violazione dei diritti umani e la pubblica su YouTube non può più farlo in modo anonimo. I pericoli comprendono possibili crimini di odio, rappresaglie contro gli informatori, esecuzioni di ribelli, persecuzioni religiose e vendetta contro vittime o testimoni di crimini.[81]
- L'uso di uno pseudonimo è diverso dall'anonimato e uno pseudonimo utilizzato in modo coerente denota una "personalità autentica".[82]
- Gli argomenti di Google non riescono ad affrontare il guadagno finanziario rappresentato dal collegamento di dati personali con le identità del mondo reale.[83]
- Google ha applicato in modo incoerente la propria politica, in particolare facendo eccezioni per le celebrità utilizzando pseudonimi e mononimi.[84]
- La politica indicata non è sufficiente per prevenire lo spam.
- La politica può incorrere in violazioni giuridiche come la legge federale tedesca "Telemediengesetz", che rende l'accesso anonimo ai servizi online un requisito legale.[85]
- La politica non impedisce troll. Spetta ai social media incoraggiare la crescita di sane norme sociali, e dire con forza alle persone come devono comportarsi non può essere efficiente.[86]

## YouTube e Viacom
Il 14 luglio 2008, Viacom compromise la protezione dei dati personali degli utenti di YouTube nella loro causa di copyright da 1 miliardo di dollari. Google concordò che anonimizzerà le informazioni sugli utenti e gli indirizzi dei protocolli Internet dalla sua consociata YouTube prima di consegnare i dati a Viacom. L'accordo sulla privacy si applicava anche ad altre parti in causa tra cui la FA Premier League, l'organizzazione Rodgers & Hammerstein e la Premier League scozzese. Tuttavia, l'accordo non estese l'anonimato ai dipendenti, perché Viacom desidera dimostrare che lo staff di Google è a conoscenza del caricamento di materiale illegale sul sito. Pertanto, le parti si incontreranno ulteriormente sulla questione affinché i dati non siano messi a disposizione del tribunale.

## Do Not Track
Nell'aprile 2011, Google è stato criticato per non aver aderito alla funzione "Do Not Track per Chrome" che era stata incorporata nella maggior parte degli altri browser Web moderni, tra cui Firefox, Internet Explorer, Safari e Opera. I critici sottolinearono che un nuovo brevetto concesso a Google nell'aprile 2011, per il monitoraggio degli utenti migliorato attraverso la pubblicità sul Web, fornirà informazioni molto più dettagliate sul comportamento degli utenti e che non tengono traccia danneggerebbe la capacità di Google di sfruttarlo. Il recensore del software Kurt Bakke di Conceivably Tech scrisse:
Lo sviluppatore di Mozilla Asa Dotzler osservò: "Mi sembra abbastanza ovvio che il team di Chrome si stia piegando alle pressioni del settore pubblicitario di Google e questo è un vero peccato: speravo che avrebbero dimostrato un po 'più di indipendenza."
Al momento delle critiche, Google sostenne che la tecnologia fosse inutile, poiché agli inserzionisti non è richiesto di obbedire alle preferenze di tracciamento dell'utente e non è chiaro in che cosa consiste il monitoraggio (al contrario della memorizzazione dei dati statistici o delle preferenze dell'utente). In alternativa, Google continua a offrire un'estensione chiamata "Keep My Opt-Outs" che impedisce in modo permanente alle società pubblicitarie di installare cookie sul computer dell'utente.
La reazione a questa estensione è stata mista. Paul Thurrott di Windows IT Pro definì l'estensione "molto, molto più vicina a quello che stavo chiedendo, ovvero qualcosa che funziona e non richiede all'utente di capire nulla di più delle soluzioni IE o Firefox" mentre lamenta il fatto che l'estensione non è inclusa come parte del browser stesso.
A febbraio 2012, Google annunciò che Chrome incorporerà una funzionalità "Do Not Track" entro la fine del 2012 ed è stata implementata all'inizio di novembre 2012.
Inoltre, Pól Mac e Douglas J. (2016) nel loro studio "Non permettere a Google di sapere che sono solo", presentarono una forte evidenza del fatto che i due giganti tecnici avessero una precisione molto elevata fornendo al contempo risultati basati sulle voci sensibili dell'utente. Pól Mac e Douglas J. (2016) si sono concentrati specificatamente sulle preferenze finanziarie e sessuali dell'utente e hanno concluso che "Per Google, il 100% delle sessioni utente su un argomento sensibile respinge l'ipotesi che nessun apprendimento dell'argomento sensibile da parte del motore di ricerca abbia hanno luogo e sono identificati come sensibili. Per Bing, il tasso di rilevamento corrispondente è del 91%."

## Scroogle
Scroogle era un web service che camuffava gli indirizzi Internet degli utenti che volevano avviare una ricerca con Google in forma anonima. Scroogle dava ai suoi utenti anche la possibilità di criptare tutte le comunicazioni tra il proprio computer e la pagina di ricerca, con un protocollo SSL.
Il tool era stato creato da Daniel Brandt, un critico di Google, il quale, preoccupato che Google raccogliesse informazioni sugli utenti, aveva creato Scroogle affinché filtrasse le ricerche attraverso i suoi server prima di farle arrivare a Google. "Non salvo le cronologie e cancello i log ogni settimana. In questo modo, anche se i federali venissero a farmi domande non conoscerei le risposte perché non ho più i log", ha dichiarato. "Non associo neanche le cronologie di ricerca con gli indirizzi degli utenti, così non posso collegarli."
Il traffico al sito raddoppiava di anno in anno e nel dicembre 2007 Scroogle aveva superato i 100.000 visitatori al giorno.
Oltre alle ricerche anonime, il tool permetteva anche agli utenti di effettuare ricerche su Google senza ricevere la sua pubblicità. Scroogle supportava 28 lingue ed era disponibile come plug-in per alcuni browser.
Dal 21 febbraio 2012 Scroogle non è più disponibile.

## Conformità alla legge per la protezione dell'infanzia in rete (Copa)
Google venne criticato da alcuni per il modo in cui implementa il supporto ai requisiti della legge per la protezione dell'infanzia in rete (COPA) a causa dei termini di servizio "prevenuti" su YouTube e dei suoi modi "pesanti" di applicare la legge. Secondo l'Informativa sulla privacy di Google, i minori di 13 anni non sono autorizzati a utilizzare alcun servizio di Google, tra cui Gmail.

## Casi e problemi relativi alla privacy e alla protezione dei dati per paese

### Unione europea
I funzionari dell'Unione europea (UE) che si occupano della protezione dei dati (il gruppo di lavoro articolo 29 che consiglia l'UE in materia di politica di riservatezza) hanno scritto a Google chiedendo alla compagnia di giustificare la sua politica di mantenere le informazioni relative alle ricerche su Internet di individui fino a due anni. La lettera chiedeva se Google avesse "soddisfatto tutti i requisiti necessari" sulle leggi dell'UE in materia di protezione dei dati. Al 24 maggio 2007, la ricerca da parte dell'UE in merito alla questione della protezione dei dati continua. Il 31 maggio 2007, Google ha concordato che la sua politica sulla privacy è vaga e che lavorano costantemente per renderlo più chiaro agli utenti.
Dopo che Google ha fuso le sue diverse politiche sulla privacy in una singola nel marzo 2012, il gruppo di lavoro di tutte le autorità di protezione dei dati dell'Unione europea ha valutato di non aver rispettato il quadro giuridico dell'UE. Diversi paesi hanno quindi aperto casi per indagare su possibili violazioni delle loro norme sulla privacy.
Google è stata anche coinvolta in Google Spain contro AEPD e Mario Costeja González, un'udienza nazionale spagnola e un caso della Corte europea di giustizia che ha deciso che Google deve rispettare le leggi europee sulla privacy (cioè la direttiva sulla protezione dei dati) e consentire agli utenti di essere dimenticati quando operante nell'Unione europea.

### Francia
Nel gennaio 2014, l'autorità francese, CNIL, ha sanzionato Google per pagare la sua commissione più alta e per visualizzare sul suo sito web motore di ricerca un banner che si riferisce alla decisione. Google ha aderito, ma farà appello alla Corte suprema di giustizia amministrativa, il Conseil d'Etat. Un certo numero di aziende francesi e tedesche si unirono per formare un gruppo chiamato Open Internet Project, cercando il divieto di manipolazione manipolativa di Google dei propri servizi e contenuti rispetto a quelli di altri.

### Germania
Nel maggio 2010, Google non è stata in grado di rispettare una scadenza fissata dal supervisore della protezione dei dati di Amburgo per consegnare i dati raccolti illegalmente da reti wireless domestiche non protette. Google ha aggiunto: "Speriamo, dato più tempo, di essere in grado di risolvere questo difficile problema." I dati sono stati consegnati alle autorità tedesche, francesi e spagnole all'inizio di giugno 2010.
Nel novembre 2010, i vandali in Germania hanno preso di mira case che avevano disattivato Google Street View.
Nell'aprile 2011, Google ha annunciato che non espanderà il suo programma Street View in Germania, ma ciò che è già stato girato in circa 20 città di immagini - rimarrà disponibile. Questa decisione è stata presa nonostante una precedente sentenza della Corte Suprema dello Stato di Berlino che il programma Street View di Google fosse legale.
Nel settembre 2014, un alto funzionario in Germania ha chiesto la rottura di Google in quanto gli editori stavano combattendo in tribunale per compensare i frammenti di testo che appaiono con gli aggiornamenti di Google News. L'amministratore delegato di Axel Springer, un gigante editoriale tedesco, ha espresso timori sulla crescente influenza di Google nel paese.

### Italia
Google contro Vividown: nel febbraio 2010, in una denuncia presentata da un gruppo italiano di difesa per le persone con Sindrome di Down, Vividown e il padre del ragazzo, tre dirigenti di Google sono stati condannati a sei mesi di sospensione per violazione del Codice italiano di protezione dei dati personali in relazione a un video, caricato su Google Video nel 2006, di un ragazzo disabile vittima di bullismo da parte di diversi compagni di classe. Nel dicembre 2012, queste condanne e sentenze sono state annullate in appello.

### Norvegia
L'ispettorato dei dati della Norvegia (la Norvegia non è un membro dell'UE) indagò su Google (e altri) e ha dichiarato che il periodo compreso tra 18 e 24 mesi per conservare i dati proposti da Google era troppo lungo.

### Regno Unito
Il 27 marzo 2015, la Corte d'Appello stabilì che i consumatori britannici hanno il diritto di citare in giudizio Google nel Regno Unito per uso improprio di informazioni private.

### Repubblica Ceca
A partire dal 2010, dopo oltre cinque mesi di trattative infruttuose con Google, l'ufficio ceco per la protezione dei dati personali ha impedito a Street View di scattare foto di nuove località. L'Ufficio ha descritto il programma di Google come fotografare "oltre la portata della vista ordinaria di una strada" e ha affermato che "ha invaso sproporzionatamente la privacy dei cittadini." Google ha ripreso Street View in Repubblica Ceca nel 2012 dopo aver accettato una serie di limitazioni simili alle concessioni che Google ha fatto in altri paesi.

### Stati Uniti
All'inizio del 2005, il Dipartimento di Giustizia degli Stati Uniti presentò una mozione in un tribunale federale per costringere Google a rispettare una citazione per "il testo di ogni stringa di ricerca inserita nel motore di ricerca di Google per un periodo di due mesi (in assenza di informazioni che identificano la persona chi ha inserito tale query)." Google ha combattuto la citazione, a causa di preoccupazioni sulla privacy degli utenti. Nel marzo 2006, il tribunale ha emesso una sentenza parzialmente favorevole a favore di Google, riconoscendo le implicazioni per la privacy del rifiuto dei termini di ricerca e del rifiuto di concedere l'accesso.
Nell'aprile 2008, una coppia di Pittsburgh, Aaron e Christine Boring, fecero causa a Google per "violazione della privacy". Affermarono che Street View ha reso disponibile online una foto della loro casa, e ha diminuito il valore della loro casa, che è stata acquistata per la sua privacy. Hanno perso il caso in un tribunale della Pennsylvania. "Mentre è facile immaginare che molte persone le cui proprietà compaiono sulle mappe virtuali di Google risentano delle implicazioni sulla privacy, è difficile credere che qualcun altro - oltre al più squisitamente sensibile - subirebbe vergogna o umiliazione", ha dichiarato il giudice Hay; la famiglia Boring è stata pagata un dollaro da Google per l'incidente.
Nel maggio 2010, un tribunale distrettuale degli Stati Uniti a Portland, Oregon, ordinò a Google di consegnare due copie di dati wireless che il programma Street View dell'azienda raccolse mentre fotografava i quartieri.
Nel 2012 e nel 2013, Google raggiunse due accordi sul rilevamento dei consumatori online a loro insaputa dopo aver ignorato le impostazioni sulla privacy nel browser Safari di Apple. Il primo è stato il regolamento nel mese di agosto 2012 per 22,5 milioni di dollari con la Federal Trade Commission, la più grande penalità civile della F.T.C. ha mai ottenuto una violazione di un ordine della Commissione. Il secondo era un accordo del novembre 2013 per 17 milioni di dollari con 37 stati e il Distretto di Columbia. Oltre alle ammende, Google accettò di evitare l'uso di software che sovrascrive le impostazioni di blocco dei cookie del browser, per evitare di omettere o travisare informazioni ai consumatori su come utilizzano i prodotti Google o controllare gli annunci che vedono, per mantenere per cinque anni una pagina Web spiegare quali sono i cookie e come controllarli e per garantire che i cookie legati ai browser Safari scadano. In entrambi gli insediamenti Google negò qualsiasi azione illecita, ma affermò di aver interrotto le impostazioni all'inizio del 2012, dopo che la pratica è stata segnalata pubblicamente e smise di monitorare gli utenti di Safari e di mostrare loro annunci personalizzati.

## Annunci DoubleClick combinati con altri servizi Google
Nell'estate del 2016, Google ritirò il divieto delle informazioni personali identificabili nel proprio servizio di annunci DoubleClick. La politica sulla privacy di Google è stata modificata per dichiarare che "potrebbe" combinare i record di navigazione web ottenuti tramite DoubleClick con ciò che l'azienda impara dall'uso di altri servizi Google. Mentre i nuovi utenti hanno optato automaticamente per l'accesso, agli utenti esistenti è stato chiesto se volevano effettuare l'opt-in, e rimane possibile opt-out andando ai controlli di attività nella pagina Il mio account di un account Google. ProPublica afferma che "Il risultato pratico del cambiamento è che gli annunci DoubleClick che seguono le persone sul web possono ora essere personalizzati per loro in base al tuo nome e altre informazioni che Google conosce su di te. Ciò significa anche che Google potrebbe ora, se volevo costruire un ritratto completo di un utente per nome, basandosi su tutto ciò che scrivono in email, su ogni sito web che visitano e sulle ricerche che conducono." Google contattò ProPublica per correggere il fatto che "attualmente" non usa le parole chiave di Gmail per indirizzare gli annunci web.